# Passo de Ouro
Passo de Ouro é uma escola de samba da cidade de São Paulo, atualmente no Grupo 3 da UESP, o que equivale à quinta divisão do carnaval paulistano. No Carnaval de 2007, terminou em 9º lugar deste grupo.

## História
A origem da Passo de Ouro é uma antiga escola de mesmo nome, que desapareceu em 1996 ao se fundir à X-9 Paulistana. Na época, a X-9 não tinha quadra, e acabou ganhando com a fusão a quadra da Passo de Ouro antiga, quadra esta que se mantém como quadra da X-9 até hoje. Alguns ex-sócios da antiga Passo de Ouro resolveram re-fundar a nova escola recentemente, embora ainda se digam como sendo a mesma agremiação absorvida pela X-9.
Em 1990 com o tema Revolusambando foi campeã com samba de Plínio do Cavaco e Sherman. Passo de Ouro entrou para a história do carnaval paulistano em 1991. Fazendo sua reestreia no grupo principal, foi a primeira escola de samba a desfilar oficialmente no Anhembi. Naquele ano, feito as pressas e ainda com arquibancadas improvisadas, o Anhembi foi oficialmente inaugurado pela então prefeita Luisa Erundina, e a Passo de Ouro desfilou com o samba "Cabeças e Plumas"

## Segmentos

### Presidentes
| Nome                    | Mandato      | Ref.  |
| ----------------------- | ------------ | ----- |
| Sebastião Batista Nunes | ?-atualidade | [ 1 ] |

### Diretores
| Ano  | Diretor de Carnaval | Diretor geral de harmonia | Mestre de bateria | Ref.  |
| ---- | ------------------- | ------------------------- | ----------------- | ----- |
| 2015 | Comissão            | Raphael Barros de Araújo  | Allyson Dias      | [ 2 ] |
| 2018 |                     |                           | Mestre Naruan     |       |

### Casal de Mestre-sala e Porta-bandeira
| Ano  | Nome         | Ref.  |
| ---- | ------------ | ----- |
| 2015 | Jô e Mariana | [ 2 ] |

## Carnavais
| Ano | Colocação | Grupo | Enredo | Carnavalesco | Intérprete | Ref          |
| --- | --- | --- | --- | --- | --- | ------------ |
| 1976 | 13º Lugar | Grupo 3 | Amazônia | | |              |
| 1977 | 13º Lugar | Grupo 3 | O pão nosso de cada dia                                                                                                | | |              |
| 1978 | 10º Lugar | Grupo 3 | Ouro Verde nas Terras do Brasil                                                                                        | | |              |
| 1979 | 6º Lugar | Grupo 3 | Festa de Momo | | |              |
| 1980 | 3º Lugar | 1-UESP | Brasil, Terra da Gente                                                                                                 | | |              |
| 1981 | 4º Lugar | 1-UESP | Imortais do Samba | | |              |
| 1982 | 4º Lugar | 1-UESP | Festa ao Deus Pagão | | |              |
| 1983 | 6º Lugar | 1-UESP | Despertar de Uma Nação                                                                                                 | | |              |
| 1984 | Campeã | 1-UESP | Os Quatro Elementos da Natureza                                                                                        | | |              |
| 1985 | 7º Lugar | Acesso | O Reino Encantado das Águas                                                                                            | | |              |
| 1986 | 5º Lugar | Acesso | Se Me Deixar Eu Faço                                                                                                   | | |              |
| 1987 | 3º Lugar | Acesso | Tributo a Um Rei do Povo                                                                                               | | |              |
| 1988 | Vice-Campeã | Acesso | É Raiz | | Célio Jardim |              |
| 1989 | 10º Lugar | Especial | Trêis Vêis Salve a Esperança                                                                                           | Nelson Portella | Célio Jardim e Edu do Cavaco                                                                                           |              |
| 1990 | Campeã | Acesso | Revolusambando | Talismã | Plínio Do Cavaco e Sherman                                                                                             |              |
| 1991 | 9º Lugar | Especial | Cabeças e Plumas | | Simonal da Cor Morena                                                                                                  |              |
| 1992 | 5º Lugar | Acesso | E o som deu samba | | Simonal da Cor Morena                                                                                                  |              |
| 1993 | 9º Lugar | Acesso | Se Me Der Eu Como | | |              |
| 1994 | 3º Lugar | Acesso | O Vento Levou | | Terena |              |
| 1995 | 9º Lugar | Acesso | Emoção Pra Valer | | |              |
| A Escola entre 1996 e 1998 não desfilou, pois se fundiu com a X-9 Paulistana, chamando-se assim de X-9 Passo de Ouro | | | | | |              |
| 1999 | Vice-Campeã | Espera | Vendo a Vida Através do Vidro                                                                                          | | |              |
| 2000 | Campeã | Espera | A Sorte está no Ar! São 500 Anos...                                                                                    | | |              |
| 2001 | Vice-Campeã | 3-UESP | Uma Luz no Horizonte                                                                                                   | Eduardo Caetano | Vitinho do Cavaco |              |
| 2002 | 3º Lugar | 2-UESP | Do Caeté ao Samba de Pé                                                                                                | Bruno Rebouças | Vitinho do Cavaco |              |
| 2003 | Campeã | 2-UESP | Um Grito de Preservação, o Verde da Paz                                                                                | Bruno Rebouças | Vitinho do Cavaco |              |
| 2004 | 3º Lugar | 1-UESP | A Máquina do Tempo, Ainda Há Muito Tempo de Amar e Preservar                                                           | Ricardo Reis | Vitinho do Cavaco |              |
| 2005 | 7º Lugar | 1-UESP | Ordem, Progresso e Preservação                                                                                         | Ricardo Reis | |              |
| 2006 | 4º Lugar | 1-UESP | Os mesmos olhos que enxergam a violência, São os que pedem a Paz                                                       | Armando Barbosa | Celson Mody |              |
| 2007 | 9º Lugar | 1-UESP | O Amanhã Como Será? Quem Puder, Responda!                                                                              | Armando Barbosa | Celson Mody |              |
| 2008 | 10º Lugar | 2-UESP | Os Griôts – Contadores e Cantadores da Tradição de Uma África Antiga                                                   | Comissão de Carnaval                                                                                                   | Ala dos Compositores                                                                                                   |              |
| 2009 | 5º Lugar | 3-UESP | Viajaremos nos braços de Morfeu! Sonharemos e imaginemos um país digno... que bom se fosse realidade                   | | Thiago Melodia |              |
| 2010 | 10º Lugar | 3-UESP | Os guerreiros do Arco-Íris                                                                                             | | |              |
| 2011 | 6º Lugar | 3-UESP | Que bagunça de Paula ! A Passo de Ouro canta Hélio, baluarte do samba de São Paulo                                     | Comissão de Carnaval                                                                                                   | |              |
| 2012 | 6º Lugar | 3-UESP | Cuíca de Ouro - Homenagem ao Mestre Osvaldinho da Cuíca                                                                | Comissão de Carnaval                                                                                                   | Denny Gomes |              |
| 2013 | 12º Lugar | 3-UESP | A Evolução da Mulher Brasileira                                                                                        | Comissão de Carnaval                                                                                                   | |              |
| 2014 | 3º Lugar | 4-UESP | A Dança da Liberdade                                                                                                   | Danilo Deodato | | [ 1 ]        |
| 2015 | Vice-campeã | 4-UESP | Se o senhor não tá lembrado, dá licença de cantá                                                                       | Comissão de Carnaval                                                                                                   | Vitor Franklin | [ 2 ]        |
| 2016 | 10º lugar | 3-UESP | Universo Mágico colorido - o Arco-íris da felicidade                                                                   | Comissão de Carnaval                                                                                                   | | [ 3 ] [ 4 ]  |
| 2017 | 10º lugar | 3-UESP | Clara guerreira, o canto de um Sabiá                                                                                   | | |              |
| 2018 | 11º Lugar | 3-UESP | A Passo de Ouro acreditou e o sonho se realizou                                                                        | Fábio Giampietro | Ala Musical do Passo                                                                                                   |              |
| 2019 | 8º Lugar | Bairros 2 | Do Lixo ao Luxo, Passo de Ouro Apresenta o Brasil que Queremos                                                         | Ricardo Reis | | [ 5 ] [ 6 ]  |
| 2020 | 7º Lugar | Acesso 2 de Bairros | Passo in concert – O poder da música                                                                                   | Ricardo Reis | | [ 7 ]        |
| 2021 | Inicialmente adiados para o mês de julho, os desfiles do Carnaval 2021 foram cancelados devido a pandemia de Covid-19. | Inicialmente adiados para o mês de julho, os desfiles do Carnaval 2021 foram cancelados devido a pandemia de Covid-19. | Inicialmente adiados para o mês de julho, os desfiles do Carnaval 2021 foram cancelados devido a pandemia de Covid-19. | Inicialmente adiados para o mês de julho, os desfiles do Carnaval 2021 foram cancelados devido a pandemia de Covid-19. | Inicialmente adiados para o mês de julho, os desfiles do Carnaval 2021 foram cancelados devido a pandemia de Covid-19. | [ 8 ]        |
| 2022 | 3º Lugar | Acesso 2 de Bairros | Bahia, o berço cultural de uma civilização!                                                                            | Ricardo Reis | | [ 9 ] [ 10 ] |
| 2023 | 6º Lugar | Acesso 1 de Bairros | Mãe, o poder da vida                                                                                                   | Ricardo Reis | | [ 11 ]       |
| 2024 | 10º Lugar | Acesso 1 de Bairros | No encanto das águas, Passo de Ouro navega no mar da esperança                                                         | Comissão de Carnaval                                                                                                   | Luizinho | [ 12 ]       |
| 2025 | | Acesso 1 de Bairros | Poder do Povo Preto. Passo de Ouro é essência e resistência                                                            | | |              |